# Comuna Vorobiivka, Nemîriv
Vorobiivka (în ucraineană Воробіївка) este o comună în raionul Nemîriv, regiunea Vinnița, Ucraina, formată din satele Nova Mîkolaiivka și Vorobiivka (reședința).

## Demografie
Componența lingvistică a satului Vorobiivka
     Ucraineană (95,49%)
     Rusă (4,29%)
     Alte limbi (0,21%)
Conform recensământului din 2001, majoritatea populației satului Vorobiivka era vorbitoare de ucraineană (95,49%), existând în minoritate și vorbitori de rusă (4,29%).